# 非洲盤唇鱨
非洲盤唇鱨，為輻鰭魚綱鯰形目倒立鯰科盤唇鱨屬的其中一種，該物種分布於非洲喀麥隆沙那加河流域，體長可達4.3公分。

## 扩展阅读
維基物種上的相關：非洲盤唇鱨